# Сосьетер
Сосьетер (от фр. société — товарищество) — член театрального товарищества, самоуправляемого общества на паях. Все доходы театра делились на определённое количество частей, соответственно количеству пайщиков или «сосьетеров».

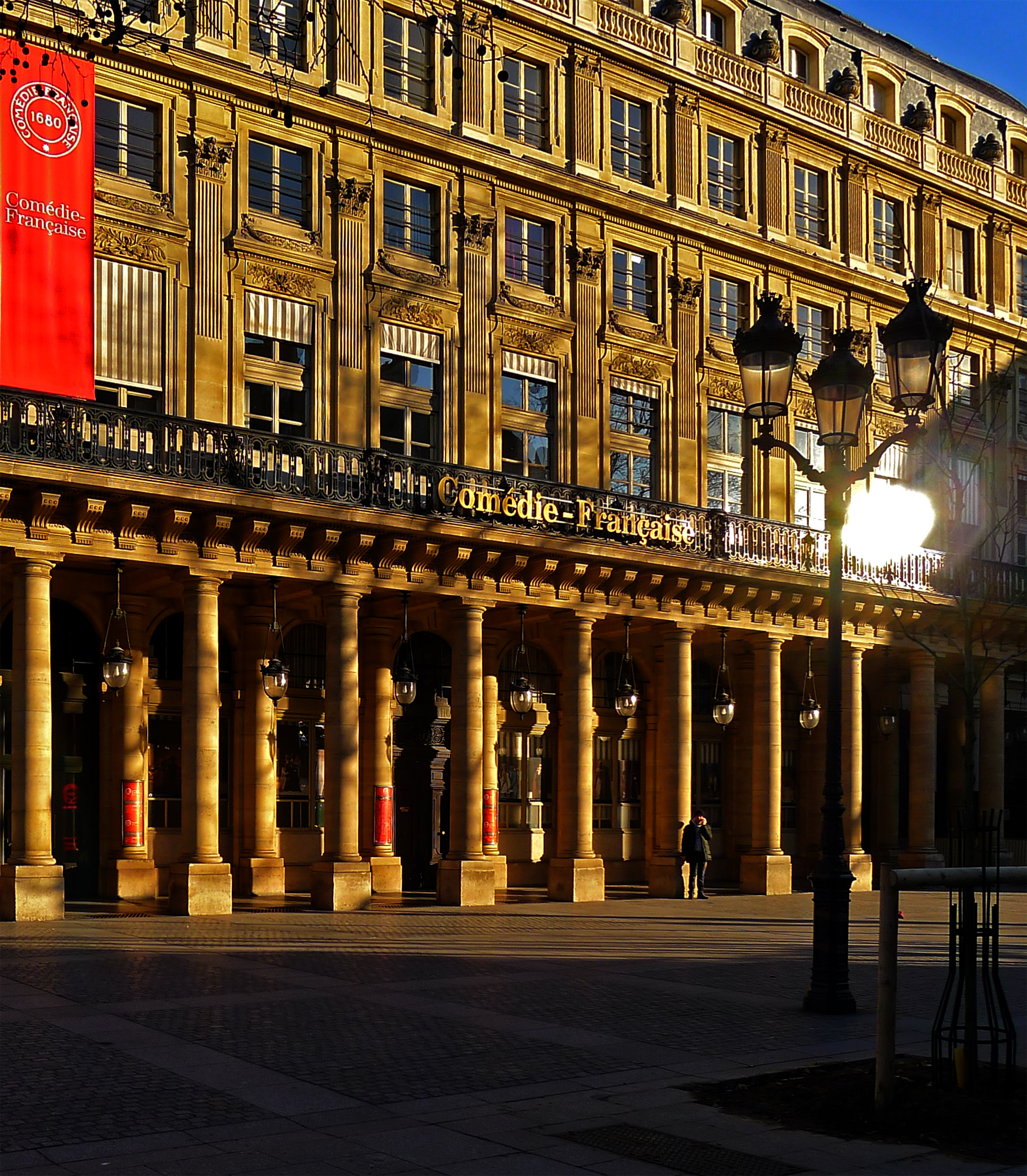
«Комеди-Франсез»

Первоначально — название актёров труппы французского театра «Комеди-Франсез». Вся труппа театра разделялась на сосьетеров и пенсионеров; первые избирались из числа последних, прослуживших в театре год и более, особым советом и получали часть чистого дохода от спектаклей. Сосьетеры управляли всеми делами театра, набирали актёров в труппу, самостоятельно выбирали пьесы и прочее.
Со дня основания «Комеди-Франсез» до 1715 король Франции также имел в своём распоряжении половину пая, которую отдавал по собственному усмотрению актёрам, приглашаемым им лично, без согласования с труппой. При организации «Комеди-Франсез» в труппе на 27 актёров был 21 пай. С 1686 до 1794 года количество паёв составляло 23.
Актёры-пайщики, постоянные члены театральной труппы, обычно не были заинтересованы в увеличении количества паёв, так как от этого уменьшалась сумма дохода каждого из них. Это нередко приводило к конфликтам внутри коллектива; так, например, в 1864 году, недовольный тем, что не попал в сосьетеры, театр «Комеди-Франсез» покинул талантливый актёр Густав Ипполит Вормс.
После выхода сосьетера на пенсию его участие могло продолжать действовать, при этом он становился почётным сосьетером.
Практика создания таких обществ (товариществ) распространилась по всему миру, существовала в театральной жизни России, Германии и других стран.

## Известные сосьетеры
XVII век
- Мишель Барон,
- Арманда Бежар,
- Флоран Картон Данкур,
- Мария Шанмеле

XVIII век
- Анри Гурго,
- Жанна-Франсуаза Кино[2],
- Клерон,
- Лёкен,
- Адриенна Лекуврёр

XIX век
- Мадемуазель Жорж
- Мадемуазель Дюшенуа
- Бенуа-Констан Коклен,
- Муне-Сюлли
- Элиза Рашель
- Селина Монталан и другие.